# Strada europea E840
La strada europea E840  è una strada di classe B il cui percorso si trova completamente in territorio italiano.
Collega Codrongianos con Tarquinia dove si innesta sulla strada europea E80.

## Percorso
| E840 CODRONGIANOS-TARQUINIA |                                 |                  |
| Tipologia                   | Tratto                          | Interconnessioni |
| variante                    | SS 131                          | E25              |
| viabilità ordinaria         | SS 729                          |                  |
| viabilità ordinaria         | SS 597                          |                  |
| viabilità ordinaria         | SS 729                          |                  |
| viabilità ordinaria         | SS 125                          |                  |
|                             | traghetto Olbia - Civitavecchia |                  |
| raccordo                    | Raccordo Civitavecchia-Viterbo  |                  |
| autostrada                  | A12                             | E80              |